# 国务院全体会议
国务院全体会议是中华人民共和国国务院现行的法定会议之一，由全体国务院组成人员组成，由总理召集和主持。

## 法律规定
中华人民共和国宪法
　　第八十八条　总理领导国务院的工作。副总理、国务委员协助总理工作。
　　总理、副总理、国务委员、秘书长组成国务院常务会议。
　　总理召集和主持国务院常务会议和国务院全体会议。

中华人民共和国国务院组织法
　　第七条　国务院实行国务院全体会议和国务院常务会议制度。国务院全体会议由国务院全体成员组成。国务院常务会议由总理、副总理、国务委员、秘书长组成。总理召集和主持国务院全体会议和国务院常务会议。国务院工作中的重大问题，必须经国务院常务会议或者国务院全体会议讨论决定。
　　第八条　国务院全体会议的主要任务是讨论决定政府工作报告、国民经济和社会发展规划等国务院工作中的重大事项，部署国务院的重要工作。
　　国务院全体会议和国务院常务会议讨论决定的事项，除依法需要保密的外，应当及时公布。

国务院工作规则
　　三十九、国务院全体会议由总理、副总理、国务委员、各部部长、各委员会主任、人民银行行长、审计长、秘书长组成，由总理召集和主持。国务院全体会议的主要任务是：
　　（一）讨论决定国务院工作中的重大事项；
　　（二）部署国务院的重要工作。
　　国务院全体会议一般每半年召开一次，根据需要可安排有关部门、单位负责人列席会议。
　　四十一、提请国务院全体会议和国务院常务会议讨论的议题，由国务院分管领导同志协调或审核后提出，报总理确定；会议文件由总理批印。国务院全体会议和国务院常务会议的组织工作由国务院办公厅负责，文件和议题于会前送达与会人员。
　　四十二、国务院领导同志不能出席国务院全体会议或国务院常务会议，向总理请假。国务院全体会议其他组成人员或国务院常务会议列席人员请假，由国务院办公厅汇总后向总理报告。
　　四十三、国务院全体会议和国务院常务会议的纪要，由总理签发。

## 历届国务院历次全体会议
1. 国务院全体会议 (第一届)
2. 国务院全体会议 (第二届)
3. 国务院全体会议 (第三届)
4. 国务院全体会议 (第四届)
5. 国务院全体会议 (第五届)
6. 国务院全体会议 (第六届)
7. 国务院全体会议 (第七届)
8. 国务院全体会议 (第八届)
9. 国务院全体会议 (第九届)
10. 国务院全体会议 (第十届)
11. 国务院全体会议 (第十一届)
12. 国务院全体会议 (第十二届)
13. 国务院全体会议 (第十三届)
14. 国务院全体会议 (第十四届)